# Atsubetsu
Atsubetsu o Atsubetsu-Ku (厚別区) és un dels deu districtes de la ciutat de Sapporo. Aquest districtes es va escindir del de Shiroishi l'any 1989.

## Geografia

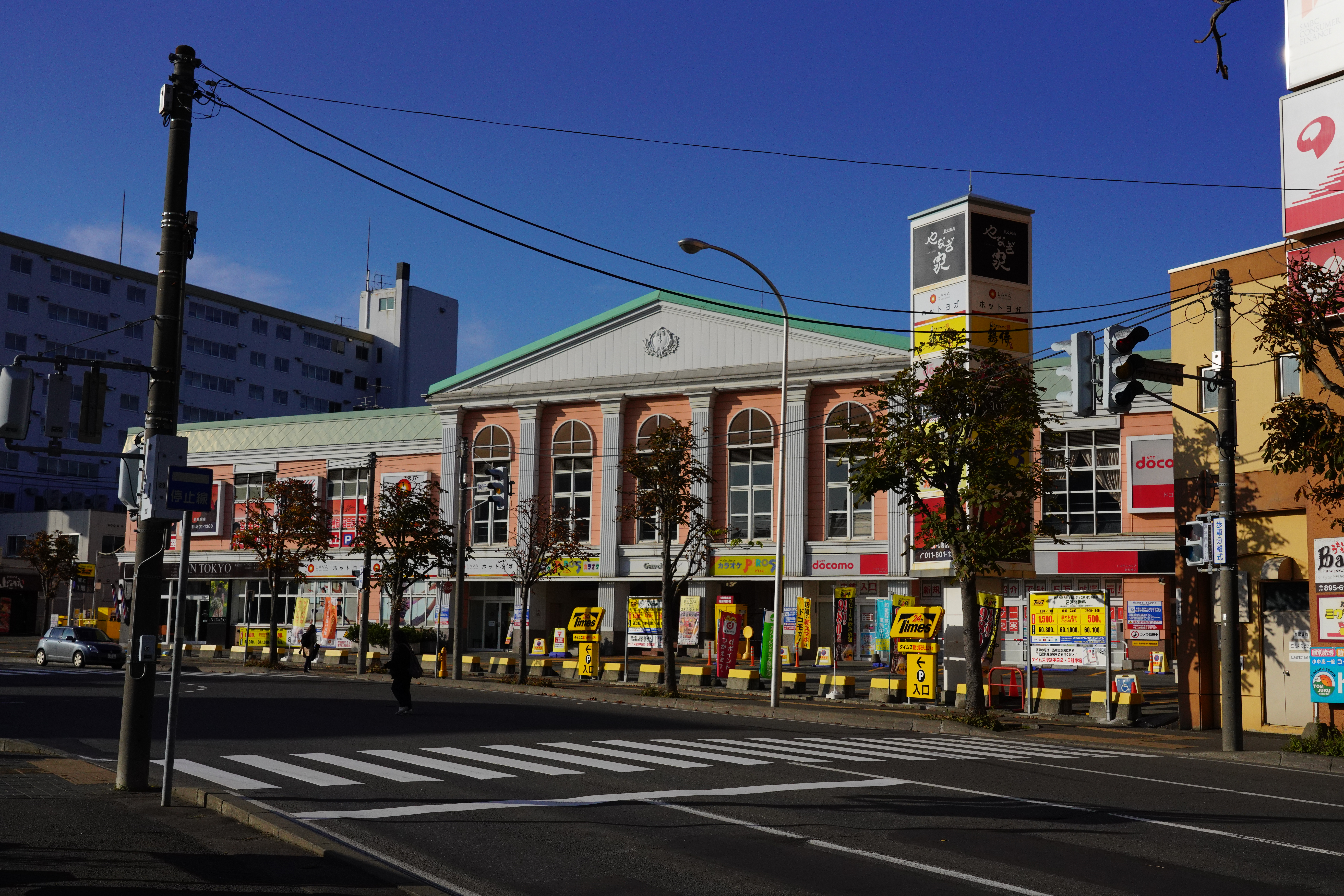
Carrer amb locals comercials al centre urbà d'Atsubetsu

El districte es compon de barris residencials, molts d'ells en forma de quadricula amb algunes zones de granges i terrenys boscós i muntanyós generalment prop dels seus límits occidentals i meridionals. Nishi-Ku es troba en la part occidental de Sapporo i és el segon districte amb més extensió de la ciutat.
La part oriental del districte és plana amb un gran nombre de zones comercials i residencials, però la banda occidental va pujant fins a les muntanyes. El mont Sankaku, que es troba en la part occidental del districte, al barri de Yamanote, és una muntanya triangular de 311,3 metres i és un lloc popular d'escalada fàcil. Condueix a l'Estadi Jump Okura en el districte de Chūō.
El camp de pràctiques del Hokkaido Consadole Sapporo, l'equip de futbol local també es troba al districte de Nishi, i és un lloc popular per als seguidors de l'equip. Els principals parcs de Nishi-Ku són el Parc Noshi i el Parc Miyagaoka. També es poden trobar nombrosos altres parcs, molts d'ells ubicats en les voreres del riu Kotoni-Hassamu i els seus afluents. Existeixen nombroses rutes de senderisme. Una de les rutes més populars i properes és la que comença a les cascades Heiwa-no-taki i acaba a la cimera del mont. El mont Teine, on es van dur a terme algunes proves de les olimpiades Hokkaido '72 té algunes pistes de sky i parcs d'atraccions, es troba en els límits entre el districte de Nishi i el de Teine, el districte nord-occidental de la ciutat.
En els barris menys edificats com Nishino, Heiwa, Fukui i Kobetsuzawa no és estrany vore vida salvatge, com les rabosses roges i els ossos bruns asiàtics en el seu hàbitat.

### Barris
| Nom                   | Zona              | Habitants    |
| --------------------- | ----------------- | ------------ |
| Kotoni (琴似)         | Kotoni            | 17.431 hab.  |
| Hachiken (八軒)       | Kotoni            | 32.554 hab.  |
| Nijuyonken (二十四軒) | Kotoni i Maruyama | 15.227 hab.  |
| Yamanote (山の手)     | Kotoni i Teine    | ??? hab.     |
| Nishimachi (西町)     | Teine             | 12.575 hab.  |
| Nishino (西野)        | Teine             | 39.230 hab.  |
| Fukui (福井)          | Teine             | 6.432 hab.   |
| Heiwa (平和)          | Teine             | 6.925 hab.   |
| Hassamu (発寒)        | Kotoni            | 51.002 hab.  |
| Miyanosawa (宮の沢)   | Teine             | ??? hab.     |
| Kobetsuzawa (小別沢)  | Kotoni            | ??? hab.     |
| Total                 | -                 | 216.451 hab. |

## Història
El districte fou inaugurat el 6 de novembre de 1989 com a escissió del districte de Shiroishi.

### Cronologia
La cronologia del districte és la següent:
- 1871: Es funda el poble de Shiroishi.[2]
- 1873: Kamishiroishi se separa del poble de Shiroishi.
- 1902: Kamishiroishi i Shiroishi tornen a juntar-se per formar el poble de Shiroishi.
- 1950: El poble de Shiroishi passa a formar part de la ciutat de Sapporo.
- 1972: Al convertir-se Sapporo en ciutat designada pel govern central, la nova divisió administrativa formà els actuals districtes, en aquest cas, el de Shiroishi encara.
- 1989: El 6 de novembre d'aquest any Atsubetsu se separa de Shiroishi per passar a ser un districte més de Sapporo.

## Política
L'Ajuntament de Sapporo té una branca a tots els districtes, i entre d'ells, el de Atsubetsu-ku. Si bé, aquesta branca municipal i l'estatus polític i administratiu del districte no es pot comparar al dels 23 districtes especials de Tòquio.
Aquesta branca de l'ajuntament de Sapporo presta als veïns del districte de Atsubetsu els mateixos serveis que el pròpi ajuntament, però sense la necessitat de desplaçar-se fins al centre (la seu central de l'ajuntament es troba al districte de Chūō.
A les eleccions municipals de 2019 els habitants del districte de Atsubetsu van triar els següents representants a la cambra municipal de Sapporo:
| Partit | Partit                           | Partit | Regidors |
| ------ | -------------------------------- | ------ | -------- |
|        | Partit Liberal Democràtic        | PLD    | 2 / 5    |
|        | Partit Democràtic Constitucional | PDC    | 1 / 5    |
|        | Kōmeitō                          | KMT    | 1 / 5    |
|        | Partit Comunista del Japó        | PCJ    | 1 / 5    |
|        | Escons vacants                   |        | 0 / 5    |

## Transports

### Ferrocarril
- JR Hokkaidō
  - Línia principal de Hakodate: Shinrin-Kōen - Atsubetsu
  - Línia Chitose: Shin-Sapporo - Kami-Nopporo
- Metro de Sapporo
  - Línia Tōzai: Ōyachi - Hibarigaoka - Shin-Sapporo

### Carretera
- Autopista Hokkaidô
- Carretera Nacional del Japó 12